# Felipe Carballo
Felipe Carballo, vollständiger Name Felipe Ignacio Carballo Ares, (* 4. Oktober 1996 in Montevideo) ist ein uruguayischer Fußballspieler.

## Karriere

### Verein
Felipe Carballo gehörte seit 2009 den Jugendmannschaften von Nacional Montevideo an. Für die Nachwuchsmannschaft (Formativas) absolvierte er (Stand: 19. November 2016) 138 Spiele und erzielte 14 Treffer. Mindestens in der Saison 2014/15 spielte er für die Reservemannschaft. In der Saisonvorbereitung zur Spielzeit 2015/16 wurde er in den Kader der Ersten Mannschaft befördert. Am 25. Februar 2016 debütierte er dort im Rahmen der Copa Libertadores im Auswärtsspiel gegen Rosario Central, als er von Trainer Gustavo Munúa in der 3. Minute der Nachspielzeit (93. Spielminute) für Nicolás López eingewechselt wurde. Sein Debüt in der Primera División feierte er am 28. Februar 2016 mit einem Startelfeinsatz bei der 0:2-Auswärtsniederlage gegen Plaza Colonia. Insgesamt absolvierte er in der Spielzeit 2015/16 zehn Erstligapartien (ein Tor) und sieben Begegnungen (kein Tor) in der Copa Libertadores 2016. Während der Saison 2016 kam er einmal (kein Tor) in der Liga zum Einsatz und gewann mit dem Team die uruguayische Meisterschaft.
Im August 2017 verpflichtete ihn der spanische FC Sevilla für seine B-Mannschaft (Sevilla Atlético), mit der er in seiner ersten Saison in der zweiten Liga spielte, jedoch aufgrund von mehreren Knöchelverletzungen nicht konstant zum Einsatz kam. Nach dem Abstieg seiner Mannschaft wurde er im Winter für die folgenden zwei Jahre zurück an Nacional verliehen. Dorthin kehrte er im Januar 2021 wieder fest zurück und konnte mit seinem Klub 2022 sowohl die Meisterschaft der Clausura als auch den Gewinn der Play-offs feiern. Zudem wurde er zum Spieler der Saison und Fußballer des Jahres 2022 gewählt.
Dies bereitete seiner Popularität einen Aufschwung und so sicherte sich der brasilianische Klub Grêmio Porto Alegre seine Dienste ab 2023. Früh im Jahr gewann er mit seinem Team die Staatsmeisterschaft, fiel dann aber oft in der Liga aus und musste sich nach einer Knieverletzung im September Anfang des Jahres einer Operation unterziehen, wodurch er bis zum Sommer ausfiel. Seit August 2024 ist er an das US-amerikanische MLS-Franchise New York Red Bulls verliehen.

### Nationalmannschaft
Carballo bestritt 2012 ein Länderspiel (kein Tor) in der uruguayischen U-17-Nationalmannschaft.
Sein Debüt für die A-Nationalmannschaft gab er am 24. März 2023 bei einem 1:1-Freundschaftsspiel gegen Japan, als er in der 77. Minute für Manuel Ugarte eingewechselt wurde. In den nächsten Monaten folgten noch weitere Freundschaftsspieleinsätze, ehe im Herbst die Qualifikation für die Weltmeisterschaft 2026 für ihn startete. Hier wurde er in drei Partien eingesetzt.

## Erfolge
Nacional Montevideo
- Uruguayischer Meister: 2016, 2019, 2020, 2022
- Supercopa Uruguaya-Sieger: 2019, 2021